# 済美精舎
済美精舎（さいびしょうじゃ）は、石川県七尾市藤橋町にある真宗大谷派（京都市・東本願寺）に所属する宗教法人であり、真宗大谷派能登教務所の所在地である。

## 概要
真宗大谷派の寺院子弟を教育するための機関として京都に大教校が、地方に小教校が設置され、能登地区に小教校が設置されたことが能登教務所の嚆矢である（当時は済美館または済美会館と呼称されていた）。その後、能登真宗大谷派教学財団（能登地区のすべての真宗大谷派寺院・教会の住職および教会主管者を会員とする）によって教学振興の学場として運営され、その後全国に相続講事務所、そして教務所が設置され、済美館に能登教務所の機能が設置されることとなった。その後、継続的な教学振興を目指して宗教法人の認可を得て、宗教法人済美精舎として現在にいたる。

## 歴史

### 教校・生駒町時代
明治8(1875)年、東西両本願寺は寺院子弟育成のために大・中・小教教を設けて宗門子弟の教育を行った（大谷派においては、現在の大谷大学や大谷中高学校、尾張学園などの前身である）。この教校の事務所として、金沢と大阪に事務出張所が設置されたことを嚆矢として全国に広がり、金沢寺務出張所の七尾における支局として発足し、明治9年9月に小教校が開設されたことが済美精舎の原点である。その後、明治19年に七尾相続講事務取扱所となり、明治30年11月に七尾教務所と改称・開設された。
なお、現在の済美精舎は七尾市藤橋町にあるが、明治期には七尾市生駒町（現北國銀行 七尾支店鍛治町出張所の地）に位置していた。生駒町に事務所を設置した経緯については、土地はもと越中屋（廻船問屋）の所有であったが、明治3年の大飢饉による難民救済のために財が売りに出され、間接的に購入したとされている。
その後、太平洋戦争時、建物は強制疎開によって破却されたが、昭和23年真宗大谷派法主から会館建設費（五千円）が下付され（翌年には本山から建設費として350万円が下付される）、昭和24年1月に七尾教区（現能登教区）教区会（臨時会）において建設委員会規定が議決され、蓮如上人四百回忌記念事業として同地に施設（旧名「済美館」）が再建されることになった。
なお、済美精舎が宗教法人として登録されたのは、この再建事業の際に教区会で議決されたことによる。理由は、再建以前の施設は能登真宗大谷派教学財団の財産であったが、再建後登記するにあたっての経費を支出することの問題が挙げられている。このことによって宗教法人として再出発することとなったが、一般寺院・教会とは異なる「特別の教会として特別の教区に於ける議式法要を執行し、新しい使命を帯びた教会」と位置付けられ、「特定の制限された法要儀式の外は執行しない」「檀家を持たざること（信徒のみとする）」「済美教会の別院化を絶対防止すること」などの内容を担保する規則を制定することとなった。

### 藤橋町時代
七尾市の中心地である生駒町時代の施設は非常に狭隘な土地であった（約600坪）。昭和50年には「建物も老朽化し、加えて地盤沈下が激しく、恒久的なものを建てるには不適なところ」とされ（市街地の騒音によって研修に支障をきたすこともあった）、親鸞聖人御誕生八百年・立教開宗七百五十年をむかえる能登教区の記念事業として、七尾市所有の土地（2200坪）を購入（旧火葬場跡地。当時すでに周囲の開発は進み、バイパスの開通、小学校の建設が行われていた。）。これによって生駒町時代の施設に比して約3倍の面積を確保することができ（収容人数は以前の100名から180名）、能登門徒三万戸の教化の中心道場として「儀式よりも研修などに重点を置」いた教化センター機能を重視した施設として再建することとなった（隣接地に済美幼稚園を新築・併設）。これが現在の済美精舎施設である。
この再建には、生駒町の旧施設の財産処分によって得られた2億4700万円に加え、「拝む手で念仏の道場を建てましょう」をスローガンに、能登教区各寺院からの特志（住職懇志金）と門徒一戸あたり7500円の協力を得て、総額4億5500万円の事業となった。